# Kummerkasten
Kummerkasten bezeichnet jede Form von ‚Behältnis‘, das für einen oder mehrere Individuen als ‚Aufbewahrungsort‘ für Kritik oder seelisch belastende Gedanken und Gefühle gilt. Dabei kann es sich auch um einen Kasten im wörtlichen Sinne handeln, in den üblicherweise Schriftgut oder symbolträchtige Gegenstände geladen werden.

## Begriffsbestimmung
Allgemein schließt der Begriff jedes denkbare Objekt und jeden Menschen ein, der als Empfänger für Bürden betrachtet wird. Zusätzlich zur Eigenschaft als Empfänger integriert die Bedeutung des Begriffes die Eigenschaft als Abladestelle. Diese zweite Eigenschaft dient der seelischen Entlastung des Bürdenträgers, was der eigentliche Zweck eines Kummerkastens ist. Ferner kann darin eine langfristige, dem Andenken an negative aber bedeutende Erinnerungen gewidmete Form der Archivierung gesehen werden. Zum Kummerkasten wird ein Objekt durch die entsprechende Intention eines ihn betrachtenden Geistes.
Grundsätzlich lassen sich aus der Sicht des Kummernden zwei Arten von Kummerkästen unterscheiden: Verschlossene Kummerkästen, die absolute Geheimnisträger sind und bleiben sollen, und Kummerkästen, die die aufgenommenen Belastungen zu einer anderen Zeit in einer bestimmten Form preisgeben.

## Arten von Kummerkästen

### Menschliche Kummerkästen
Menschen als persönliche Gesprächs- oder Chatpartner sind die am häufigsten vorkommende Art von Kummerkästen. Dabei kann es sich um professionelle Psychotherapeuten oder Telefonseelsorger handeln, weitaus häufiger sind jedoch nichtberufliche menschliche Kummerkästen. Diese werden in der Regel zunächst nicht gezielt als solche wahrgenommen. Die Eigenschaft als Kummerkasten entwickelt sich aus positiv betrachteten Erfahrungen des Kummernden. Solche Instanzen kann es sowohl im beruflichen Umfeld wie im privaten Leben geben. Personen, die sich als geeignet erwiesen haben, werden zunächst als Ansprechpartner betrachtet. In der weiteren Entwicklung, die zeitlich stark variieren kann, kann der Ansprechpartner zum Kummerkasten werden. Es kommt aber auch vor, dass Mitmenschen gezielt gewählt werden, um Sorgen abzuladen und damit als Kummerkasten zu dienen.
Bei zwischenmenschlichen Gesprächen kann es sich um einseitige Formen von Kummerkästen handeln, die Gesprächspartner können sich aber auch gegenseitig Kummerkästen sein. Dabei muss die Anzahl der Personen nicht auf zwei beschränkt sein. In der Psychotherapie können solche Formen des Austausches gezielt in eine Gruppentherapie eingebunden sein.

### Materielle Kummerkästen

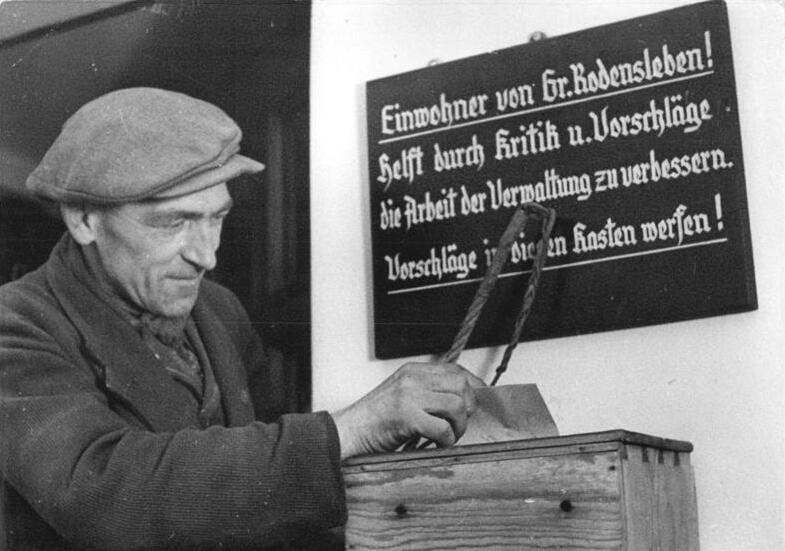
Die Einwohner von Groß Rodensleben werden zur Kritik und Mitarbeit an der Verwaltung des Dorfes aufgerufen (1953)

Die häufigste und traditionellste Form von materiellen Kummerkästen sind Tagebücher, ferner auch Briefe. Hier werden die Kummer bereitenden Gedanken und Gefühle zu Papier gebracht. Tagebücher sind in der Regel Kummerkästen, deren Inhalt geheim bleiben soll. Briefe hingegen zielen auf Mitteilung.
Handelt es sich um Kästen oder Kisten im wörtlichen Sinne, bietet sich die Möglichkeit, bedeutsame Gegenstände einzulagern. Diese sind in der Regel symbolträchtige Erinnerungsstücke. Solche Kästen werden manchmal vergraben. Sie können auch an bestimmten Stätten deponiert werden. Manchmal geschieht dies mit der Absicht, sie in einem späteren Lebensabschnitt wieder zu öffnen.
Der Begriff Kummerkasten hat sich auch in Firmen und anderen Organisationen etabliert. Dabei handelt es sich um Briefkästen, in denen Mitarbeiter oder Mitglieder anonym ihre zu Papier gebrachten Sorgen oder Beschwerden weitergeben können. Diese Arten von Kummerkästen gibt es infolge des Internets auch in elektronischen Formen wie Mailboxen.
Auch in Zeitungen der 1950er- bis 1970er-Jahre fungierten Redaktionsmitglieder als „Kummerkastentante“ bei Fragen des Lebens, wie beispielsweise Hier spricht Steffi in der Bravo.

### Immaterielle Kummerkästen
Als immaterielle Kummerkästen dienen verschiedene Formen der Poesie (einschließlich Liedtexte), des Schreibens und das Komponieren von Musik. Bei der Verwendung als Kummerkasten werden hier bewusst belastende Gedanken und Gefühle in die Werke gelegt. Gleiches gilt für andere Kunstwerke, die entsprechenden Zweck tragen.

### Rituale
Um Kummerkästen gibt es weltweit Rituale. In einigen Schulen in England beispielsweise schreiben die Schüler zum Jahresende alle ihre Sorgen auf Zettel. Aus diesen Zetteln wird dann ein Haufen errichtet, der gemeinsam feierlich verbrannt wird.

### Tiere als Kummerkästen
Auch Tiere, insbesondere Haustiere, können aus Sicht des Besitzers die Anforderung eines Kummerkastens erfüllen. Sie werden nicht selten so betrachtet.

## Frage der Abgrenzung
Die Frage der Abgrenzung des Begriffes ist nicht eindeutig, da es sich um eine Abstraktion handelt und der Begriff sich aus dem Alltag und der sprachlichen Gewohnheit ergibt. Die einzige klare Abgrenzung besteht derzeit in der Deklaration. Demnach ist eine Sache dann Kummerkasten, wenn sie bewusst so bezeichnet wird. Insofern sind alle Dinge, welche die anderen Voraussetzungen erfüllen, gewöhnliche Dinge des Lebensalltages, bis sie subjektiv als Kummerkasten definiert bzw. deklariert werden.

## Entstehung und neuere Entwicklungen
Über die frühe Geschichte formeller Kummerkästen ist heute wenig bekannt. Über die jüngeren Entwicklungen infolge des sich zunehmend ausprägenden Informations- und Kommunikationszeitalters weiß man heute mehr. Die Funktion des Kummerkastens macht rege Entwicklungen und gewinnt an Formenvielfalt. Die neuesten Trends sind Internetforen, Internet-Kummerkästen, Onlineberatung und auf dem Internet basierende Kummernetze (Beratungsnetzwerke).